# Caroline Baily
Caroline Baily, née le 13 février 1857 au Havre et morte le 29 octobre 1947 à Labbeville, est une peintre française.

## Biographie
Caroline Alice Berthe Baily est la fille de de Nicolas Baily, négociant, et de Jenny Mélanie Lionnet.
Élève de Gabrielle Debillemont-Chardon, elle est peintre de miniatures.
Elle obtient le prix Maxime-David en 1891 et une médaille d'or lors de l'Exposition universelle de 1900.
Elle expose au Salon à partir de 1911 et devient membre de la Société des artistes français.
Elle meurt à l'âge de 90 ans à Labbeville dans le Val-d'Oise.